# Isabelle Lonvis-Rome
Isabelle Lonvis-Rome (Bourg-en-Bresse, 29 aprile 1963) è un magistrato, scrittrice e politica francese, giudice e presidente della Corte d'assise nella sua carriera. Dal 2000 al 2002 è stata consigliere del Ministro della Giustizia Marylise Lebranchu, quindi Ispettore generale della Giustizia e nominata nel 2018 alta funzionaria nel Ministero della Giustizia.
Dal maggio 2022 è Ministro Delegato per l'Eguaglianza, la Diversità e le Pari Opportunità nel governo di Élisabeth Borne.

## Biografia

### Gli inizi a Lione
Nel 1987, per il suo primo incarico, (il suo nome all'epoca: Isabelle Passet), è stata giudice a Lione (1987-1992), corresponsabile di un carcere di 1.200 detenuti. Sempre presso il tribunale giudiziario di Lione, è stata nominata segretario generale della Presidenza (1992-1995), poi giudice istruttore (1996-1998).

### Nell'amministrazione centrale
Nel 1998 è entrata a far parte della Delegazione Interministeriale per il Comune, dove è stata responsabile dell'Ufficio prevenzione della criminalità (1998-2000).
Ha lasciato questo incarico nel 2000 per diventare consulente tecnico responsabile della protezione legale dei giovani, dell'assistenza alle vittime e dell'accesso alla legge, all'interno del gabinetto della "Custode dei Sigilli" Marylise Lebranchu (2000-2002).

### Da Amiens a Versailles
Al suo ritorno in tribunale, ha ricoperto la carica di vicepresidente incaricato delle indagini ad Amiens (2003-2006). Dal 2006 al settembre 2012, ha lavorato presso il tribunale de grande instance di Pontoise, incaricata degli affari di famiglia, poi procedimenti sommari e giudice delle libertà e della detenzione.
Nel 2012 è diventata consigliere presso la Corte d'Appello di Versailles e presidente delle corti d'assise di Nanterre, Versailles, Pontoise e Chartres (2012-2018).

### Al Ministero della Giustizia
Il 1º giugno 2018 è stata nominata funzionario statale senior per la parità di genere presso il ministero della Giustizia dal ministro Nicole Belloubet. Al Ministero della Giustizia, Isabelle Rome è il primo funzionario di alto livello per la parità di genere a ricoprire questa posizione a tempo pieno.
La sua missione è migliorare l'accesso delle donne a posizioni dirigenziali, garantire un migliore equilibrio tra vita privata e vita professionale, combattere gli stereotipi e reintrodurre la diversità nelle professioni legali. Il ministero della Giustizia è stato richiamato nel 2016 per la mancanza di donne in posizioni dirigenziali.
Sotto l'impulso della "Custode dei Sigilli", Nicole Belloubet, e sotto la responsabilità di Isabelle Rome, il 7 marzo 2019, il ministero della Giustizia ha pubblicato il suo primo barometro sulla parità di genere. Lo stesso giorno è stato firmato e adottato un testo di impegno per il discorso non sessista a tutte le direzioni del ministero, dell'ispettorato generale di giustizia, delle quattro scuole del ministero (ENM, ENG, ENAP, ENPJJ) e delle prime strutture firmatarie (tribunali, TGI, direzioni interregionali del PJJ, direzioni e strutture dell'amministrazione penitenziaria).. Ha pubblicato il suo primo rapporto di attività nel giugno 2020.
L'8 marzo 2021 è stato pubblicato il secondo barometro dell'uguaglianza, sull'accesso di donne e uomini a posizioni di responsabilità. Il testo di impegno per un discorso non sessista è stato firmato, lo stesso giorno, dal nuovo direttore della segreteria generale, dal nuovo direttore della direzione della tutela giudiziaria dei giovani (DPJJ) e dal nuovo direttore dei servizi giudiziari (DSJ) del Ministero della Giustizia.
Isabelle Rome è incaricata dal ministro Nicole Belloubet di coordinare un piano d'azione per combattere la violenza domestica. Guida il gruppo di lavoro del Ministero della Giustizia nell'ambito del Grenelle dedicato a questo tema dal 3 settembre al 25 novembre 2019 e vigila sull'attuazione delle misure conseguenti.
È stato redatto con il Consiglio nazionale dell'Ordine dei medici e l'Alta Autorità per la sanità un vademecum "Segreto medico e violenza nella coppia" al fine di accompagnare la legge 30 luglio 2020 che introduce una nuova fattispecie di rinuncia al segreto medico.
Con Éric Dupond-Moretti, Isabelle Roma presenta i risultati delle misure messe in atto dal Ministero della Giustizia a seguito del Grenelle sulla violenza domestica.

### Ministro nel governo Borne
Il 20 maggio 2022, è diventata ministro delegato incaricato della parità tra donne e uomini, diversità e pari opportunità all'interno del governo di Élisabeth Borne.
Nel luglio 2022 ha annunciato che il governo avrebbe pagato 400.000 euro ogni anno per tre anni alla Lega internazionale contro il razzismo e l'antisemitismo (LICRA) "per sostenere le sue azioni per combattere il razzismo, l'antisemitismo e l'odio".